# Stercorarius longicaudus

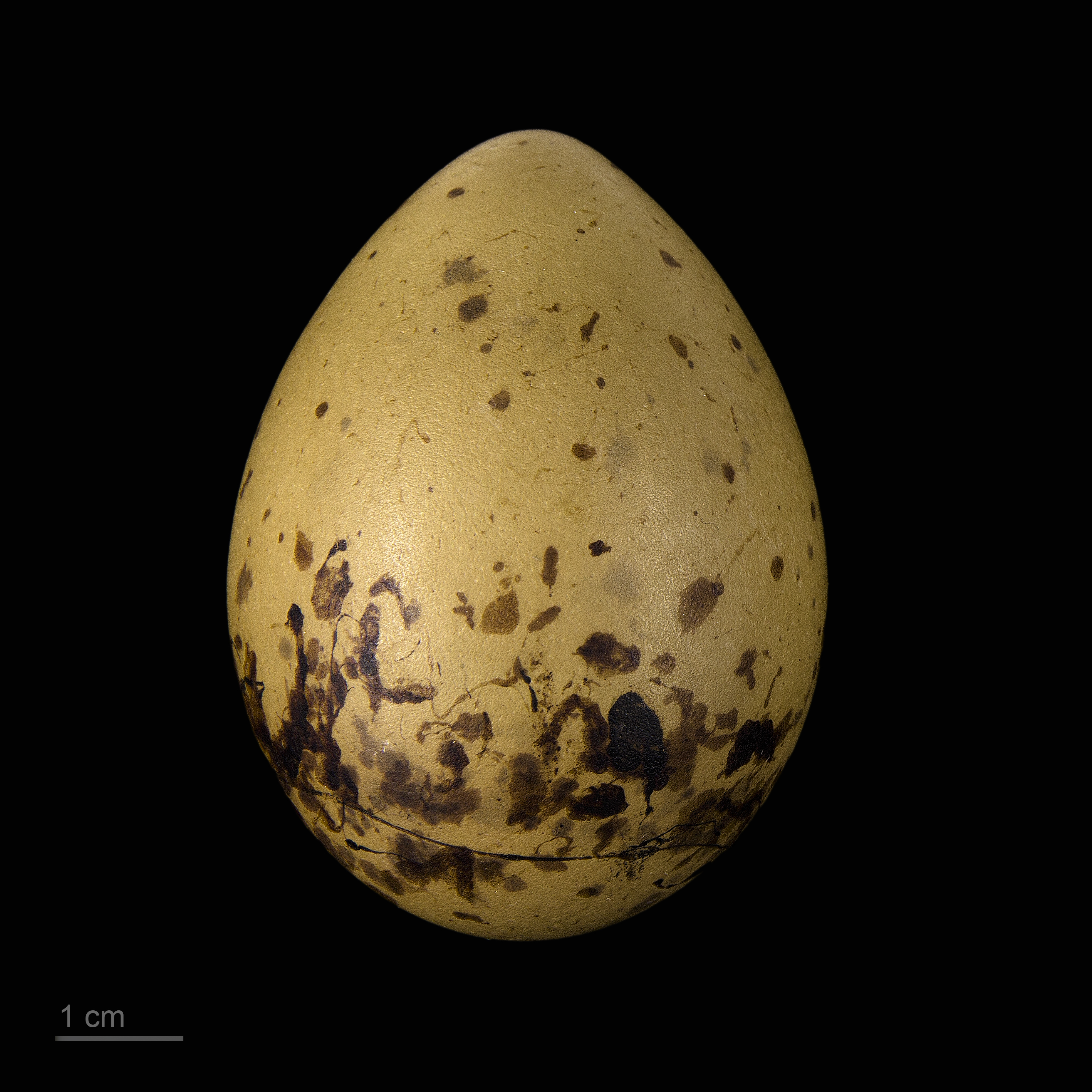
Stercorarius longicaudus - MHNT

El págalo rabero, págalo rabudo, salteador coludo, salteador cola larga o salteador de cola larga (Stercorarius longicaudus) es una especie de ave Charadriiforme de la familia Stercorariidae que habita las regiones árticas de América y Eurasia. Sus colonias de cría son especialmente numerosas de Siberia, Alaska y el Ártico canadiense.

## Subespecies
Se conocen dos subespecies de Stercorarius longicaudus:
- S. l. longicaudus Vieillot 1819
- S. l. pallescens Loppenthin 1932